# Ревненська сільська рада
| Ревненська сільська рада — орган місцевого самоврядування у Бориспільському районі Київської області з адміністративним центром у с. Ревне. Історична дата утворення: 24 травня 1976 року . Сільській раді підпорядковані населені пункти: - с. Ревне - с. Затишне |

## Склад ради
Рада складається з 16 депутатів та голови.

### Керівний склад ради
| ПІБ                            | Основні відомості                                            | Дата обрання | Дата звільнення |
| ------------------------------ | ------------------------------------------------------------ | ------------ | --------------- |
| Скиренко Наталія Олександрівна | Сільський голова, 1964 року народження, освіта, позапартійна | 26.03.2006   | 31.10.2010      |
| Зубань Тарас Петрович          | Сільський голова, 1975 року народження, освіта вища          | 31.10.2010   |                 |

Примітка: таблиця складена за даними джерела